# Synagoga Rubina w Dyneburgu
Synagoga Rubina w Dyneburgu (Синагога Рубина) – prywatny dom modlitwy znajdujący się w Dyneburgu przy Saules ielā 33.
Synagoga została zbudowana w 1870 jako jednopiętrowy murowany budynek. Podczas II wojny światowej synagoga została zdewastowana.
Była jedną z ponad 40 synagog w Dyneburgu (1920-1940).